# サン・ポティート・サンニーティコ
サン・ポティート・サンニーティコ（伊: San Potito Sannitico）は、イタリア共和国カンパニア州カゼルタ県にある、人口約1,900人の基礎自治体（コムーネ）。

## 地理

### 位置・広がり

#### 隣接コムーネ
隣接するコムーネは以下の通り。括弧内のBNはベネヴェント県所属を示す。
- アリーフェ
- カステッロ・デル・マテーゼ
- クザーノ・ムトリ (BN)
- ジョーイア・サンニーティカ
- ピエディモンテ・マテーゼ

### 気候分類・地震分類
サン・ポティート・サンニーティコにおけるイタリアの気候分類 (it) および度日は、zona D, 1507 GGである。
また、イタリアの地震リスク階級 (it) では、zona 1 (sismicità alta) に分類される。

## 文化・観光
「スローシティ」加盟都市である。